# Spatelguldsteklar
Spatelguldsteklar (Elampus) är ett släkte av steklar som ingår i familjen guldsteklar.

## Arter
- Elampus albipennis Mocsáry, 1889
- Elampus ambiguus Dahlbom, 1854
- Elampus bidens (Förster, 1853)
- Elampus constrictus (Bred spatelguldstekel) (Förster, 1853)
- Elampus foveatus (Rakkantad spatelguldstekel) Mocsáry, 1914
- Elampus panzeri (Krumkantad spatelguldstekel) (Fabricius, 1804)
- Elampus pyrosomus (Förster, 1853)
- Elampus sanzii Gogorza, 1887
- Elampus spina (Lepeletier, 1806